# 乌代·萨达姆·侯赛因
乌代·萨达姆·侯赛因·提克里蒂（阿拉伯语： Uday Saddam Hussein al-Tikriti；1964年6月18日—2003年7月22日），伊拉克前总统萨达姆·侯赛因的长子。他是萨达姆政权中的重要人物，一度被认为是萨达姆的接班人，但在遇刺重伤后，其继承人的地位被弟弟库赛取代。2003年，美军推翻萨达姆政权后逃亡。2003年7月22日，乌代和弟弟库赛被美军击毙。
乌代的声名不佳且臭名昭著，他不少坏习惯也为父亲萨达姆所厌恶，不少人也认为乌代远较其父残暴和声名狼藉，有传他伤残之前已经被父亲放弃，而乌代也曾经计划派女保镖暗杀父亲，自己直接成为总统。

## 行为举止
在萨达姆政權統治伊拉克期間（1979年至2003年），伊拉克的體育部曾一度由其所掌管，他曾恐嚇及規定若球隊被對手擊敗的話，球員以及教練都會受到如鞭打、刖足或踢有刺的足球等的刑罰，在2000年亚洲杯足球赛中，伊拉克最终以1比4败给日本队，无缘半决赛。赛后，乌代·侯赛因认定守门员1号哈西姆·哈桑，后卫4号阿卜杜·贾巴尔以及前锋15号卡赫坦·查提尔与比赛的失利负有不可推卸的责任，他们三人随后被鞭打了三天三夜。
除此之外，他公然在大街上绑架妇女，之后強姦。他的私家动物园里有狮子、猎豹和一只熊。他的仓库里有价值100万美元的上等葡萄酒、烈酒和海洛因。他的豪宅里有古巴雪茄、成箱的香槟和网上下载的色情图片。豪宅体现了乌代奢侈逸乐的生活：纵酒、吸毒、好色。这里有无数瓶名贵的龙舌兰酒、伏特加和干邑，此外还有七美、科罗纳等知名品牌的啤酒。房子里随处可见成包成盒的药品——含有人参成分的春药、治疗胃灼热的药物和百忧解。乌代的办公室里还有HIV抗体筛查检验设备。地下车库和室内游泳池已经被炸毁。在紧邻的仓库里堆着满屋的烈酒、香烟和火器。巴兰科说：“有香槟王和法国葡萄酒，有些是30—40年的陈酒。还有大量上好的白兰地和威士忌。成箱古巴雪茄上印着‘乌代·萨达姆·侯赛因’的名字。此外还有联合国儿童基金会为伊拉克儿童捐赠的学习用品，但这些疯子把东西都存在了仓库里。”

## 暗杀未遂
乌代在1996年12月遭受一次几乎致命的暗杀，当时乌代本人正在驾驶汽车。起先他被认为将终生瘫痪。后来虽然康复，却留下明显的跛足。尽管接受了手术，仍有一个留在脊椎内的子弹无法被取出。
其私人医生后来透露，这次暗杀给乌代造成严重的后遗症，其左脚脚趾严重萎缩，导致行走困难，且左腿肌肉出现萎缩。据称，乌代当时每天都会由一位管家用轮椅推着在行宫里转，轮椅上安装了不锈钢制的便壶，满了便随时更换。

## 枪击身亡

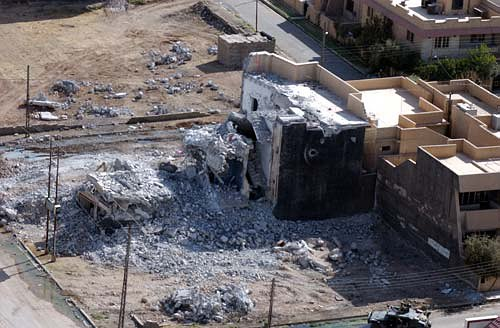
乌代及其弟弟藏身的别墅被美军摧毁，摄于2003年7月31日

2003年7月22日，美国陆军第101空降师的一个特遣部队包围了乌代，其弟弟库赛·侯赛因，以及库赛14岁儿子躲藏的位于伊拉克北部城市摩苏尔的一栋别墅。当时他是扑克牌通缉令红心Ace的通缉人物，库赛为梅花Ace。双方起初有枪战，后来第101空降师用12发TOW炸死了乌代、库赛和保镖。JSOC第一次进去時被二楼的四人打伤4人就退出了别墅。然后就是101第2旅用白朗寧M2重機槍、Mk 19自動榴彈發射器、TOW和OH-58D和一架A-10雷霆二式攻擊機轰炸了2个钟头。最后JSOC第二次进去打死了14岁的穆斯塔法。经過约4小时的战斗后，美军總共发现了四具尸体。
美军后根据牙医纪录确认，其中两人证实为萨达姆·侯赛因的两个儿子。并宣布提供两人藏身地信息的线人将获得三千万美金的奖励。